# 静岡県道37号掛川浜岡線
静岡県道37号掛川浜岡線（しずおかけんどう37ごう かけがわはまおかせん）は、静岡県掛川市から御前崎市に至る県道（主要地方道）である。

## 概要

### 路線データ
- 起点 : 静岡県掛川市二瀬川（二瀬川交差点、静岡県道415号日坂沢田線交点）
- 終点 : 静岡県御前崎市池新田（国道150号交点）

## 歴史
- 1993年（平成5年）5月11日 - 建設省から、県道掛川浜岡線が掛川浜岡線として主要地方道に指定される[1]。

## 路線状況

### 重複区間
- 静岡県道38号掛川大東線（掛川市仁藤町・仁藤交差点 - 掛川市塩町・塩町南交差点）
- 静岡県道79号吉田大東線（菊川市堀之内・堀之内交差点 - 菊川市半済）
- 静岡県道69号相良大須賀線（菊川市下平川・平田交差点 - 菊川市下平川）

## 地理

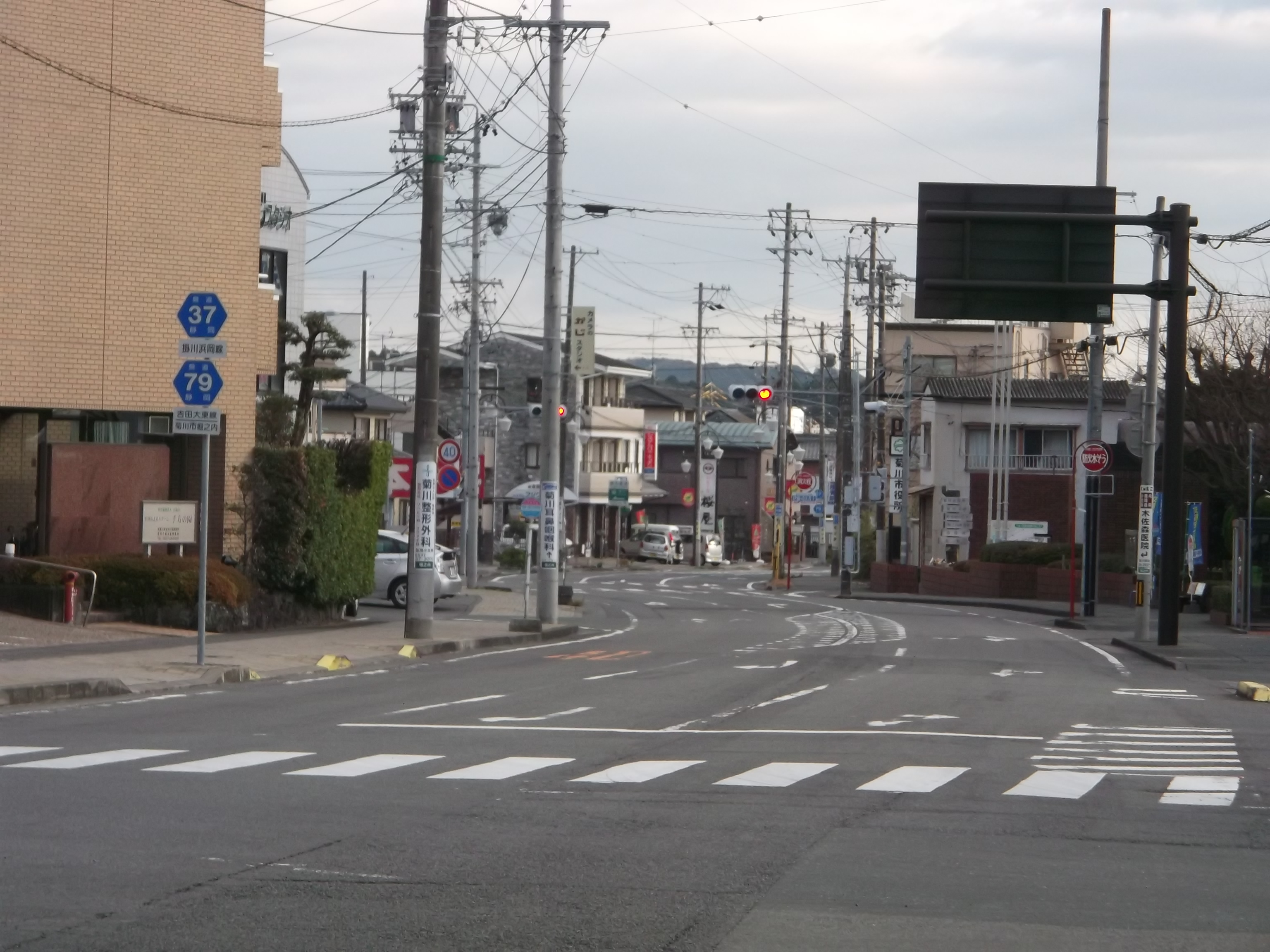
静岡県菊川市堀之内（静岡県道79号吉田大東線との重複区間）

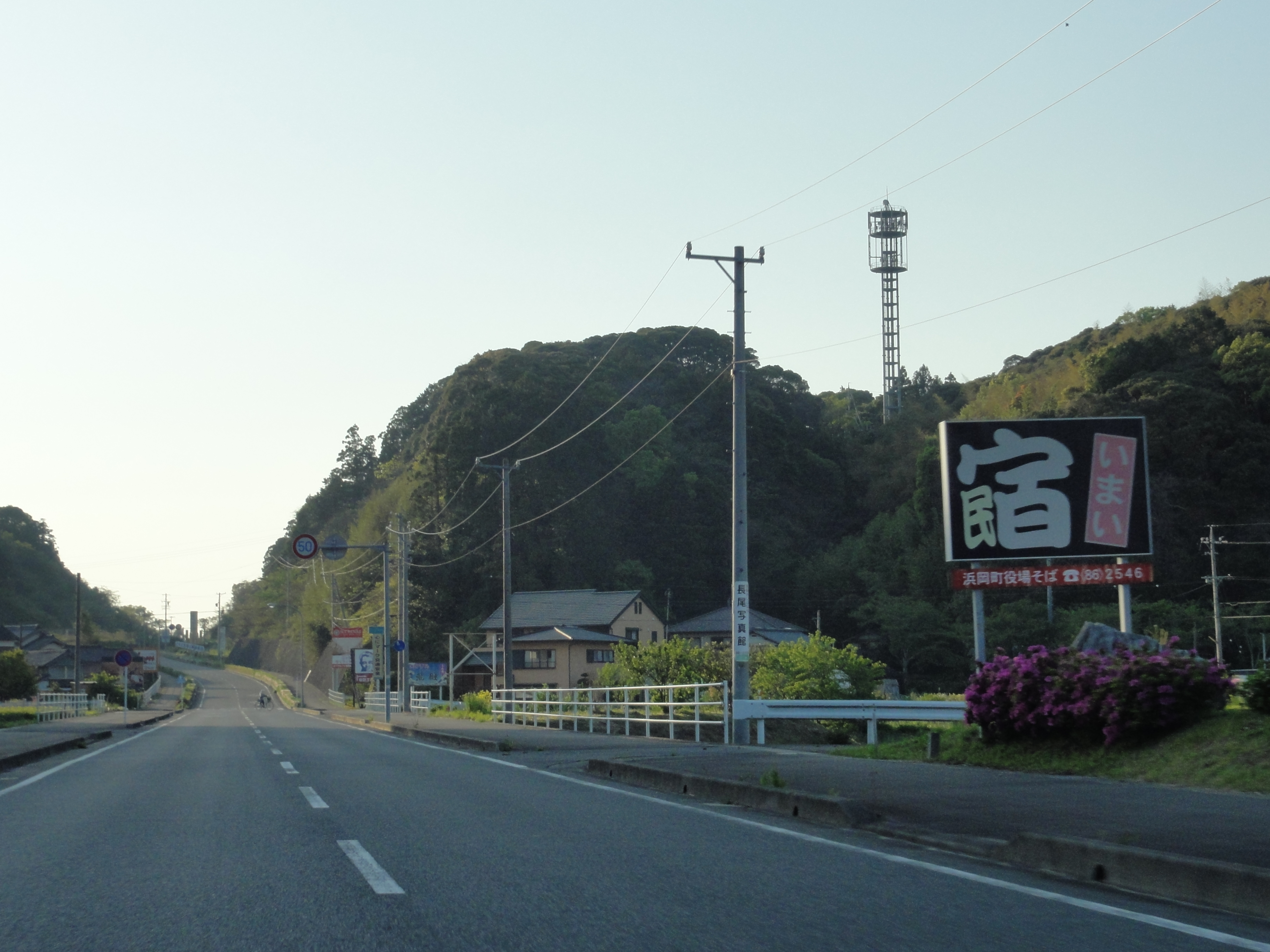
静岡県御前崎市新野

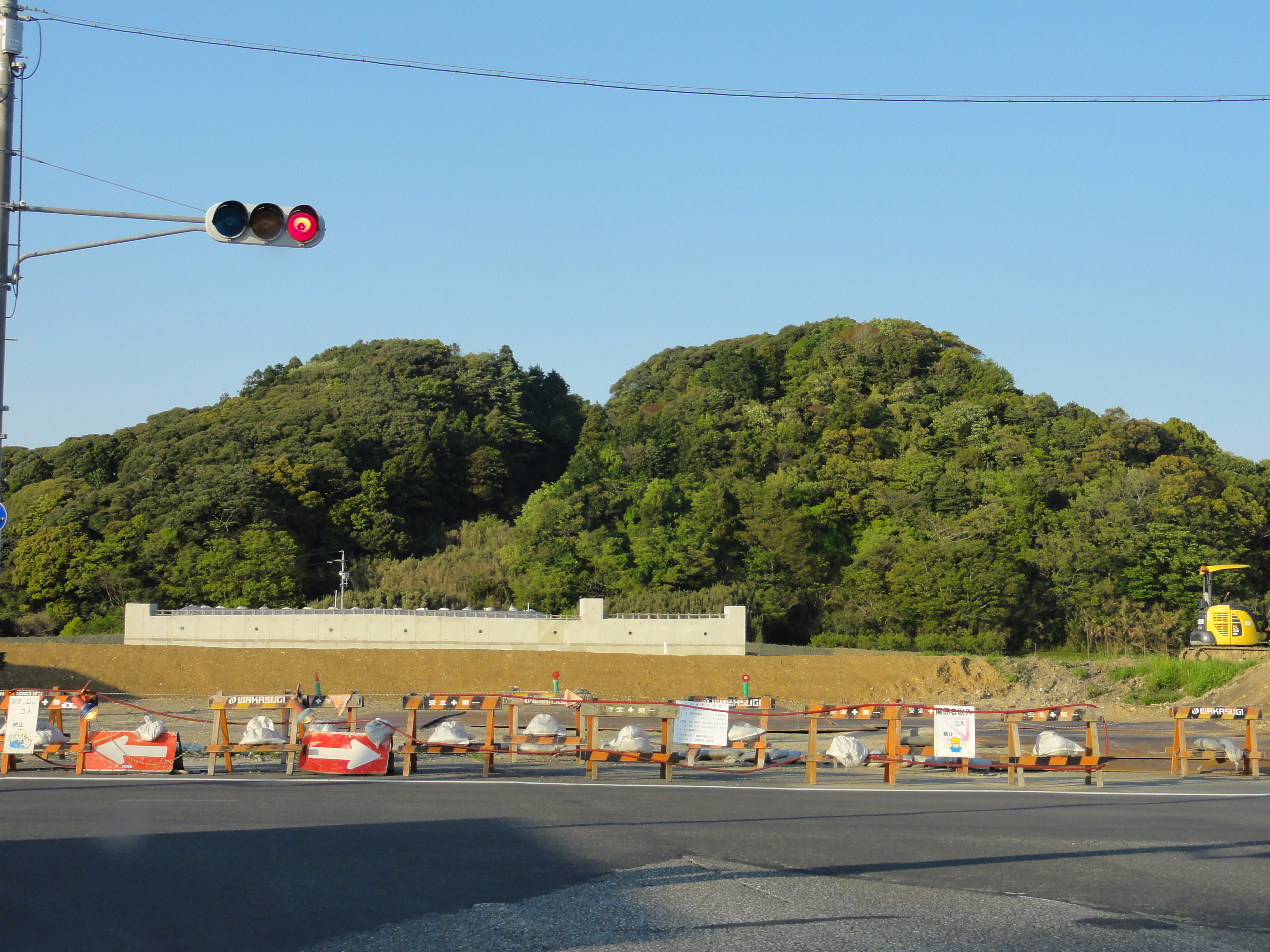
静岡県御前崎市池新田

### 通過する自治体
- 掛川市
- 菊川市
- 御前崎市

### 交差する道路
- 静岡県道373号原里大池線・静岡県道415号日坂沢田線（掛川市二瀬川・二瀬川交差点、起点）
- 静岡県道254号掛川停車場線（掛川市中町・中町交差点）
- 静岡県道38号掛川大東線（掛川市塩町・塩町南交差点）
- 静岡県道250号菊川停車場伊達方線（菊川市西方・西方交差点）
- 静岡県道79号吉田大東線（菊川市堀之内・堀之内交差点）
- 静岡県道79号吉田大東線（菊川市堀之内・堀之内交差点）
- 静岡県道79号吉田大東線（菊川市加茂・加茂交差点）
- 静岡県道37号掛川浜岡線 新道（菊川市土橋）
- 静岡県道386号小笠掛川線（菊川市上平川・上平川交差点）
- 静岡県道69号相良大須賀線（菊川市下平川・平田交差点）
- 静岡県道69号相良大須賀線（菊川市下平川）
- 静岡県道251号袋井小笠線（菊川市高橋・南山交差点）
- 静岡県道244号大東菊川線（菊川市高橋・高橋交差点）
- 静岡県道242号浜岡菊川線（御前崎市池新田・苗代橋南交差点）
- 静岡県道372号大東相良線（御前崎市池新田・中町交差点）
- 国道150号（御前崎市池新田、終点）

新道
- 静岡県道37号掛川浜岡線（菊川市土橋）
- 静岡県道69号相良大須賀線（菊川市棚草）